# Révision de vie
Révision de vie ist nach heutigem Verständnis das gemeinsame Überdenken der gegenwärtigen Lebenssituation und findet in einem religiösen Gruppenrahmen statt. Die Definition hat keine eigene deutsche Interpretation und wird meistens mit „Lebenserneuerung“ umschrieben. Ihr moderner Ursprung liegt in den Zeiten der Katholischen Aktion und den Gründerzeiten der Christlichen Arbeiterjugend (CAJ). Die praktische Methode der Révision de vie findet in den Nachfolgeorganisationen, der von Cardijn gegründeten neuen geistlichen Bewegung statt. Ihre Pädagogik basiert auf der ganzheitlichen Methode des „Sehen-Urteilen-Handelns“, der Gruppenarbeit und der Teilnahme an Exerzitien. Sie ist im Sinne der katholischen Kirchenlehre keine Selbstkritik oder Gewissenserforschung.

## Wortsinn
Die einfache und wörtliche Übersetzung des französischen Begriffs wäre „Lebensüberprüfung“, wobei Revision aus dem Lateinischen kommend,  re- ‚wieder‘, ‚zurück‘ und videre ‚ansehen‘: „Rückschau“, „Überprüfung“ meint. Diese Definition spiegelt aber nicht die heutige eigentliche Bedeutung wider, denn mit Lebensüberprüfung verbindet man auch Gewissenserforschung oder Gewissensrechenschaft.“, aber keineswegs des monastische Schuldkapitel. „Der Ausdruck  (Révision de vie) kommt aus französischen spirituellen Traditionen unter  anderem der Christlichen Arbeiterjugend und wurde von den Gemeinschaften Christlichen Lebens (GCL) aufgenommen, die geprägt sind von den Exerzitien des Heiligen Ignatius von Loyola und der auf ihn zurückgehenden ignatianischen Spiritualität, der auch der Jesuitenorden sein Charisma verdankt.“

## Theologische Denkansätze
In den theologischen Gesprächsrunden und den Erfahrungen aus der Lebensbetrachtung ist der Eindruck entstanden, dass die Révision de vie – wie sie aus der französischen Tradition entwickelt wurde – „ein Blick des Glaubens sei, der uns begreifen lasse, wie Gott mitten in der Welt handelnd gegenwärtig sei, ununterbrochen am Werk der Erlösung tätig. Sie bestehe in der Entdeckung, dass sich das Geheimnis des Heils mitten in der profanen Wirklichkeit vollziehe“. Der moderne junge katholische Christ lässt diesen Ansatz zu, er erweitert aber gleichzeitig den Blick auf das weltliche Geschehen und bezieht diese in seine Überlegungen mit ein. Nach dem Zweiten Vatikanischen Konzil (1962–1965) hat die Theologie der Gegenwart eine neue Sicht der Wirklichkeit entwickelt, in der die Arbeit, Technik, Beruf, der Leib und die Geschlechtlichkeit, die Ehe, Kultur, Kunst, Wirtschaft, Wissenschaft und der Staat und Gesellschaft eine vorrangige Bedeutung besitzt. „Der Blick auf diese Horizonte war nötig, um zu spüren, was alles in den Begriffsbestimmungen der Révision de vie mitschwingt“.

## Geschwisterliche Mithilfe
Die praktische Anwendung im Alltag beschreibt die Révision de vie als Gruppenarbeit, die „Schwestern und Brüder im Herrn“ beteiligen sich an der Bewertung und Beratung einer, von einer einzelnen Person, vorgetragenen Lebenssituation. Dass sie gemeinschaftlich geschieht, unterscheidet sie auch von der alleinigen Gewissenserforschung, die dem Sakrament der Buße zugeordnet ist. Die Gruppenmitglieder sind zur gemeinschaftlichen Teilhabe aufgefordert und sollen einfühlsam und treffend kritische Fragen beantworten und freudige Ereignisse teilen. „Wenn von dem beglückenden Erlebnis einer wirklichen und gnadenhaften Révision de vie die Rede ist, begegnen wir öfters dem Hinweis auf das Erleben der Emmausjünger: ‚Brannte nicht unser Herz, da er unterwegs mit uns redete und uns die Schrift erschloß‘ (Lk 24,32 )?“. Als weiterer biblischer Hinweis zur Gemeinsamkeit wird auf das Evangelium nach Matthäus hingewiesen, hier heißt es: „Denn wo zwei oder drei in meinem Namen versammelt sind, da bin ich mitten unter ihnen (Mt 18,20 ).“ Die geschwisterliche Übung der Lebensbetrachtung kennt keinen Oberen oder Unteren, sie versteht sich als Gleichberechtigte von Gläubigen, die ihre Erfahrungen austauschen und aus diesen neue Kraft schöpfen. Zusammenfassend heißt das: „Dabei ist der Bruder an ihrer Seite, mit dem sie in der Équipe gemeinsam suchen, sein Wort und sein Wesen, eine Gnade, die Gott ihnen schenkt und die sie dankbar annehmen. Die gemeinsame ‚Lebensüberprüfung‘ hat nichts mit marxistischer ‚Selbstkritik‘ zu tun, noch ist sie ein öffentliches Schuldbekenntnis, sie ist vielmehr ein gemeinsames, brüderliches Überlegen und ein brüderliches Mittragen an der Last des anderen“.

## Differenzierungen in der Ausübung
So wie es in der Methode der Révision de vie keine einheitliche Namensdeutung gibt, gibt es auch keine einheitliche und vorgeschriebene Praxis. Die verschiedenen christlichen Gemeinschaften, in denen die Révision de vie praktiziert wird, wenden sie nach ihrem Selbstverständnis und spirituellen Grundlagen, sowie ihren unterschiedlichen Ansätzen in der Lebensform und Lebensgestaltung, an.

Die Gemeinschaften Charles de Foucauld verstehen die Lebensbetrachtung als einen „Ausdruck des Gehorsams gegenüber dem Willen Gottes und der geschwisterlichen Wegbegleitung“. Weiter heißt es: 

„In allen Gemeinschaften Charles de Foucaulds hat sie einen wichtigen Platz. Da es nicht leicht ist, ohne Korrektur den Willen Gottes für unser Leben zu erkennen, also nicht den eigenen fixen Ideen nachzulaufen, übernimmt die Gemeinschaft diesen geschwisterlichen Dienst, der vor allem für die allein lebenden Brüder und Schwestern notwendig ist. Es geht darum, im Rückblick auf einen bestimmten Lebensabschnitt, die großen Linien im ganz konkreten Alltag, den Begegnungen, den Problemen, im geistlichen Leben zu erkennen und die Wegweisungen, die sie für Gegenwart und Zukunft aufweisen. Es geht auch darum, offen zu sein für Neues, für ungewohnte Schritte im Vertrauen auf Gott.“

Ein wichtiges Element der Gruppentreffen ist die Lebensbetrachtung und die Teilnahme an Exerzitien. Die Verbesserung der Lebensbedingungen basiert für die Internationale Katholische Land- und Bauernjugendbewegung (MIJARC) auf christlichen Werten. Sie sieht sich in der Tradition der Katholischen Aktion und fördert die ganzheitliche Erziehung und Bildung der Landjugend durch die Pädagogik der "Révision de vie". Die Internationale Katholische Studierende Jugend bevorzugt die von der Studentenvereinigung geprägte Pädagogik, die auf der Methode der Lebensbetrachtung begründet ist. Sie fordert, dass die aktuellen Situationen bewusst und kritisch durchleuchtet werden, das wiederum soll zu einem Leben auf den Spuren von Jesus Christus führen. In der Internationale unabhängige christliche Jugend sollen die jugendlichen Mitglieder auf eine verantwortliche Positionen im sozialen, wirtschaftlichen und kulturellem Leben vorbereitet werden. Eine probate Methode der Pädagogik ist die gemeinschaftliche Lebensbetrachtung,  sie stehe im Lichte des Evangeliums und stelle ein Mittel zur Hilfe des eigenen Lebens dar. Eine weitere Gemeinschaft von Gläubigen, die sich als Diener des Evangeliums bezeichnet bietet der Gemeinschaft die geschwisterliche Begegnung in Gebets- und Glaubensgesprächsgruppen an und versteht die Révision de vie als geistliche Begleitung. Das Handeln und die erzieherischen Ansätze in der Internationalen Koordination der christlichen Arbeiterjugend sind von der Methode: „sehen-urteilen-handeln“ geprägt, die sich zur "Révision de vie" entwickelte. Die Weltbewegung Christlicher Arbeiter  propagiert für ihre Bewegung die Erziehung, Bildung und Evangelisation als einen charismatischen Anspruch. Die Pädagogik der Bewegung basiert ebenfalls auf der „Révision de vie“, als eine ganzheitliche Methode des „Sehen-Urteilen-Handelns“. Auch die in der Tradition der Katholischen Aktion eingebundene Internationale Apostolatsbewegung unabhängiger sozialer Schichten betont, dass ihre Glaubenspädagogik auf der Methode der Lebensbetrachtung beruhe. Hierzu werden die Werte des Evangeliums beachtet und die Erziehungsaufgabe durch Meditation der Schrift und der Methode „Sehen-Urteilen-Handeln“ erfüllt.

## Praktiken der Révision de vie
Die praktischen Ausführungen der Révision de vie liegen, wie bereits erwähnt, in den unterschiedlichsten spirituellen und charismatischen Ansätzen der Organisation. So kann es sein, dass sie auch als „Geistliche Impulse im Alltag“ geübt werden. Bei diesen Glaubensgesprächen geht es darum das Evangelium zu hören, die Veranstaltung gliedert sich in Gebet, einem Lied, einem Rückblick auf den Alltag (Entspannungsübung), es folgt eine Bibeltextbetrachtung, danach wird in der Kirche das Allerheiligste ausgesetzt und etwa eine viertel Stunde still gebetet. Mit dem Vater unser und einem Segen endet die geistliche Lebensbetrachtung. Eine weitere Möglichkeit ist der geistliche Vortrag, der thematisch an das Evangelium anschließt oder eine Lesungen aus dem Alten Testament beinhaltet. Die Vorträge werden mit einer musikalischen Meditation begleitet und den Teilnehmern wird die Möglichkeit zu einer „Erfahrung in Stille“ geboten
Mit einem Bibeltext und den „7 Schritten des Bibelteilens“ soll in Form der Interpretation und der eigenen Verständnisüberprüfung erforscht werden, was uns Gott sagen will. Die 7 Schritte sind: 1. Einladen, 2. Lesen, 3. Verweilen, 4. Schweigen, 5. Teilen, 6. Handeln und 7. Beten. Die 7 Schritte-Methode wurde erstmals vom katholischen Lumko-Institut in Südafrika herausgegeben.
Eine weitere Ausübung befasst sich mit den Ereignissen des täglichen Lebens, die ein Mitglied oder mehrere oder die ganze Gruppe betroffen machen. Dieses kann die Geburt eines Kindes, ein Verkehrsunfall, der Ausgang einer Wahl, eine politische oder kirchliche Entscheidung sein. Die Leitung dieses Treffens sollte ein Gruppenmitglied übernehmen, das weniger vom Thema betroffen ist. Ziel dieser Form ist es aus dem Erlebnis heraushören, was Gott damit sagen möchte und die Antwort auf diesen Anruf hören. Ein Gruppenmitglied stellt die Situation kurz dar und die Gruppenleitung erklärt die Methode und erfragt das Einverständnis der Gruppenmitglieder. In der anschließenden Auswertung soll die Bedeutung des Geschilderten für den einzelnen, den Betroffenen und für die Gruppe beantwortet werden, es kann auch noch eine kurze Abhörrunde durchgeführt werden.

## Quelle
- Winoc de Broucker SJ, La révision de vie, in: Christus Nr. 42, April 1964, Seiten 263–279
- J. Bonduelle OP: Deux dossiers sur la révision de vie, in Supplément de la Vie Spirituelle Nr. 66, September 1963, Seiten 407–452 (Digital )
- J. Bonduelle OP, Carnet de la révision de vie, in: La Vie spirituelleNr. 508, August–September 1964, Seiten 355–362